# Hakata Tonkotsu Ramens
Hakata Tonkotsu Ramens (яп. 博多豚骨ラーメンズ Хаката Тонкоцу Ра:мэндзу, Свиной рамэн из Хакаты) — серия новел Тиаки Кисаки. На основе книг были выпущены две манги и аниме-сериал японского режиссёра Кэндзи Ясуды и студии Satelight. Сериал создан на основе манги, написанной Кисаро Акино и нарисованной Тиаки Кисакой. Премьера аниме-сериала состоялась в Японии 12 января 2018 года.

## Сюжет
На вид городок Хаката в префектуре Фукуока выглядит безобидным и типичным, но когда наступает ночь, из тёмных уголков появляются криминальные личности и начинающие преступники. У них действует лишь одно правило: «Убей или будь убитым!». В скором времени на улицах города начинает орудовать загадочный преступник. Его прозвали «Убийца убийц». Если верить городским легендам, он никогда не оставляет следов на местах своих преступлений.
Линь Сяньмин и Дзэндзи Бамба — местные детективы под прикрытием, решившие разузнать правду о таинственном киллере и навести порядок в городишке.

## Персонажи
- Дзэндзи Бамба (яп. 馬場善治 Бамба Дзэндзи) — детектив, является другом Энокиды. Ведёт расследование касательно организации под названием «Ассоциация Какю».

Сэйю: Дайсукэ Оно
- Линь Сяньмин (кит. трад. 林憲明, пиньинь Lín Xiànmíng, палл. Линь Сяньмин) — наёмник из Куньмина, хорошо владеющий ножами. Прибыл в Японию, чтобы найти сестру и расплатиться с крупными долгами своей семьи. После того, как оказалось, что сестра Лина была убита тем самым агентством, на которое он работал, парень объединился с Бамбой ради мести. Увлекается переодеванием в женскую одежду.

Сэйю: Юки Кадзи
- Сайто (яп. 斉藤 Сайто:) — недавно приехавший в город выпускник университета. До того как устроился работать наёмным убийцей, работал обычным офисным сотрудником. Работа киллером даётся ему с трудом.

Сэйю: Юсукэ Кобаяси